# Piampatara ubirajarai
Piampatara ubirajarai är en skalbaggsart som först beskrevs av Lane 1966.  Piampatara ubirajarai ingår i släktet Piampatara och familjen långhorningar. Inga underarter finns listade i Catalogue of Life.